# アモール (小惑星)
アモール (1221 Amor) は、アモール群の語源となった地球近傍小惑星の一つで、地球と火星の間の軌道を通る。アモールはしばしば火星の軌道を横断するが、地球の軌道を横断することはない。
アモールが地球から1600万km（地球 - 月間の40倍）の距離に近づいた時に、ベルギーの天文学者、ウジェーヌ・デルポルトが写真の撮影に成功、発見した。これは、小惑星がこれほどまで地球に近づきうることが知られた初の事例である。翌月にはアポロも地球に接近していることが分かり、小惑星の地球への激突の可能性が科学者に懸念されることとなった。
アモールはローマ神話の愛の神として知られるクピド（キューピッド）の別名アモルにちなんで名付けられた。同じような命名の小惑星として、(763) クピドやギリシア神話でキューピッドに相当する (433) エロスがある。なおエロスもアモールと同じように地球近傍小惑星、火星横断小惑星に分類されるが、地球近傍小惑星には男性神の名前をつけるという命名規則からすれば偶然とは言えない（クピドにはエロスやアモルに比べて中性・両性具有的なイメージがあるためか、小惑星帯の中でも比較的太陽に近いところを周る小惑星に名付けられている）。